# Philip Stein
Philip Stein, född 1991 i Fritzlar, är en tysk nya högern-aktivist och förläggare.
Stein studerade historievetenskap, filosofi och germanistik i Marburg. Under sin studietid blev han medlem i Marburger Burschenschaft Germania. Han bor i Dresden där hans förlag Jungeuropa har gett ut översättningar av franska högerradikala författare som Pierre Drieu la Rochelle, Dominique Venner och Robert Brasillach. Utöver detta är Stein presstalesman för Deutsche Burschenschaft och ledare för kampanjprojektet Ein Prozent für unser Land. Tillsammans med Felix Menzel (identitära rörelsen) har han gett ut boken Junges Europa: Szenarien des Umbruchs.